# Morte Nera
La Morte Nera (in inglese Death Star, "Stella della morte"), conosciuta ufficialmente come Stazione Orbitale da Battaglia DS-1 (in inglese DS-1 Orbital Battle Station), è una stazione spaziale e un'arma di distruzione di massa nonché planetoide artificiale che compare nella saga cinematografica di fantascienza Guerre stellari.
Si dice che la prima versione, che appare nel film Guerre stellari, abbia un diametro di oltre 160 chilometri ed è composta da circa 1,7 milioni di militari e da 400.000 droidi. La stazione viene distrutta dall'Alleanza Ribelle sfruttando il suo unico punto debole: una porta di scarico che, se colpita con un colpo preciso, innesca una reazione a catena nell'intera infrastruttura della stazione.
La seconda Morte Nera (chiamata Morte Nera II) appare in Il ritorno dello Jedi ed è significativamente più grande con un diametro di 200 chilometri e, sebbene incompiuta, è tecnologicamente più avanzata del suo predecessore. La Morte Nera II viene distrutta da un attacco diretto al suo reattore principale da parte di navi da combattimento ribelli, inclusi X-wing, A-wing e Millennium Falcon, poiché il suo stato incompleto consente alle navi di volare attraverso la sua infrastruttura.
Fin dalla sua prima apparizione, la Morte Nera è diventata un'icona culturale e un elemento ampiamente riconosciuto del franchise di Guerre stellari. Ha ispirato numerose super armi simili nella narrativa, così come in altre opere di Guerre stellari. Il film del 1983 Il ritorno dello Jedi introdusse la Morte Nera II. Il film del 2015 Il risveglio della Forza ha introdotto la Base Starkiller, un pianeta convertito dal Primo Ordine in una super arma. Sebbene sia più potente e tecnologicamente avanzata di entrambe le Morte Nera, essendo in grado di distruggere interi sistemi planetari, viene distrutta dalla Resistenza.

## Origine
Secondo George Lucas, la sua bozza iniziale per la saga di Guerre stellari non presentava la Morte Nera nella parte che sarebbe stata adattata come primo film. Quando si mise a creare il primo atto di questo schema come caratteristica, prese in prestito il concetto di Morte Nera dal terzo atto.
Sebbene i dettagli, come la posizione del super-laser, siano cambiati tra diversi modelli concettuali durante la produzione del primo film l'idea che la Morte Nera fosse una grande stazione spaziale sferica di oltre 100 chilometri di diametro era coerente in tutti i loro. George Lucas diede il compito originale di progettare una "Morte Nera" al concept artist e modellista di astronavi Colin Cantwell, che aveva collaborato con Stanley Kubrick nel film del 1968 2001: Odissea nello spazio. In L'impero dei sogni - La storia della trilogia di Star Wars, un documentario sulle riprese e sulla produzione di Guerre stellari, Cantwell ha rivelato che la Morte Nera originariamente doveva essere una sfera perfetta. Tuttavia, il modello è stato costruito in due pezzi separati e non si adattava come previsto. È stato quindi deciso che potrebbe esserci una trincea che gira intorno all'equatore della stazione spaziale. A Lucas è piaciuta l'idea, e il modello della Morte Nera è stato creato da John Stears. Il ronzio che segue il conto alla rovescia per la Morte Nera che spara il suo super-laser proviene dai serial di Flash Gordon. Ritrarre una stazione spaziale incompleta ma potente ha rappresentato un problema per i modellisti della Industrial Light & Magic per Il ritorno dello Jedi. È stato completato solo il lato anteriore del modello da 137 centimetri e l'immagine è stata capovolta orizzontalmente per il film finale. Entrambe le Morte Nera sono state rappresentate da una combinazione di modelli completi e in sezione e in matte painting.

### Effetti speciali
Le animazioni del piano mostrate durante il briefing dei ribelli per l'attacco alla Morte Nera alla fine di Una nuova speranza erano una vera simulazione di computer grafica del Jet Propulsion Laboratory realizzata da Larry Cuba e Gary Imhoff come parte di un progetto CalArts, ed era stata incluso durante le riprese.
Al termine delle riprese, il modello originale, così come uno dei set di superficie, dovevano essere gettati via; tuttavia, sono stati tenuti.
Le esplosioni della Morte Nera presenti nell'edizione speciale di Una nuova speranza e de Il ritorno dello Jedi sono rese con un effetto Praxis, in cui un anello piatto di materia erutta dall'esplosione.

## Descrizione

### Morte Nera I
(Obi-Wan Kenobi in Guerre stellari, 1977)
Nel film Guerre stellari (1977) la Morte Nera è una gigantesca stazione da battaglia spaziale realizzata dall'Impero Galattico allo scopo di rafforzare il suo regime di terrore sulla galassia. La Morte Nera ha le dimensioni di una piccola luna, ovvero di oltre 160 chilometri di diametro.
L'arma principale di cui dispone è un enorme cannone laser alimentato da un reattore a ipermateria che utilizzando 8 cristalli kyber è in grado di distruggere un pianeta delle dimensioni della Terra in pochi secondi; ma richiede molto tempo per ricaricare completamente il suo super-laser.
La Morte Nera ha l'aspetto di una enorme sfera di colore grigio scuro, con una sorta di cratere nell'emisfero nord, all'interno del quale è ospitato il super-laser della stazione. La superficie è protetta da una fitta maglia di turbolaser XX-9 e radiofari traenti; queste difese da sole sono in grado di sviluppare un volume di fuoco pari a più della metà dell'intera flotta imperiale.
Poiché la rete di cannoni laser è progettata per colpire navi di medie e grandi dimensioni, la stazione ospita centinaia di squadriglie TIE e numerose altre navi militari e da trasporto.

### Morte Nera II
(Imperatore Palpatine rivolto a Luke Skywalker)
La seconda Morte Nera ha un diametro di più di 160 km. È stata creata basandosi su un progetto più avanzato di quello della prima Morte Nera, per eliminare i precedenti difetti. Il calore e i gas in eccesso vengono dissipati nello spazio attraverso milioni di micro-tubi, con altissime contromisure in caso di eccesso di calore.
Rispetto alla prima Morte Nera, la Morte Nera II possiede un super-laser molto più potente. L'arma richiede molte meno risorse energetiche, ha un tempo di ricarica inferiore, e diverse impostazioni di potenza e sensibilità per i bersagli. Gli armamenti della stazione sono molto più grandi della stazione originale.

#### Dimensioni
Ci sono delle discrepanze riguardanti la dimensione della Morte Nera II, che hanno generato diverse controversie. La West End Games RPG ha affermato che la Morte Nera II ha un diametro di 160 km. La maggioranza delle fonti dell'universo espanso ha ripetuto quel numero, di conseguenza. Il libro uscito recentemente Inside the Worlds of Star Wars Trilogy spiega nei dettagli le dimensioni e le scale usate dei modelli dei film, e alcune affermazioni del designer di effetti speciali della ILM Richard Edlund spiegano che la seconda Morte Nera aveva in realtà un diametro di 900 km. Il databook Canonico Star Wars: Complete Location chiarisce la questione definendo la grandezza della stazione spaziale a più di 160 km. La Morte Nera e la Morte Nera II assomigliano ad una luna di Saturno: Mimas.

## Storia

### Morte Nera I
Nella serie di film di Guerre stellari appaiono complessivamente due stazioni Morte Nera, informalmente chiamate Morte Nera I e Morte Nera II. Le apparizioni della Morte Nera saranno trattate ordinando gli Episodi secondo il tempo del racconto e non secondo la data di distribuzione dei film.
La progettazione della Morte Nera I parte segretamente prima delle guerre dei cloni
sotto la supervisione di Wilhuff Tarkin ed è parte del più ampio complotto per la scalata al potere di Darth Sidius. Parallelamente un altro progetto segreto con il nome di Potere Celestiale viene supervisionato da Orson Krennic con il fine di trovare la miglior fonte di energia per alimentare la Morte Nera. La Morte Nera I appare per la prima volta nel 22 BBY, in forma di modello olografico, in Star Wars: Episodio II - L'attacco dei cloni, nella base segreta dei Separatisti su Geonosis. I piani sono custoditi dall'Arciduca geonosiano Poggle il Minore, membro della Confederazione Separatista e sovrano dei Geonosiani, responsabili dell'ideazione del progetto prototipale della Morte Nera. Durante l'attacco dei cloni su Geonosis, i piani della stazione da battaglia sono consegnati da Poggle il Minore al Conte Dooku, il quale lascia il pianeta dirigendosi a Coruscant dove li consegna a Darth Sidious.
In Star Wars: Episodio III - La vendetta dei Sith (ossia nel 19 BBY) è presente un nuovo riferimento alla Morte Nera: il neoeletto Imperatore Palpatine osserva un ologramma dell'arma. Alla fine del film si assiste invece alla prima apparizione fisica della Morte Nera, in costruzione ma con lo scheletro ben definito, sotto lo sguardo di Palpatine, Dart Fener e un giovane Wilhuff Tarkin, che contemplano la realizzazione della stazione a bordo di uno star destroyer imperiale.
Sei anni dopo il termine di Episodio III (nel 13 BBY) il Direttore imperiale Orson Krennic costringe l'ex scienziato Galen Erso, ritiratosi a vita privata dopo aver servito per anni nell'Impero Galattico, a tornare al lavoro per terminare la progettazione dell'arma. Tredici anni dopo (0 BBY) Erso, a lavoro compiuto, affiderà un video ologramma al pilota disertore Bodhi Rook, da consegnare all'Alleanza Ribelle, indicando di aver intenzionalmente inserito una debolezza strutturale nella stazione, che se colpita ne provocherebbe la distruzione. Tale debolezza sarà identificata grazie ai piani che l'Alleanza ruberà dagli archivi imperiali sul pianeta Scarif durante gli eventi di Rogue One: A Star Wars Story. Nonostante non fosse ancora pienamente operativa la stazione era già in grado col suo Laser principale di distruggere l'intera città di Jedha City e creare come effetto secondario una notevole onda di distruzione propagatasi dal punto d'impatto per diverse centinaia di chilometri.
Nell'anno della Battaglia di Yavin, 19 anni dopo il rovesciamento della Repubblica, la prima Morte Nera viene completata e diviene operativa. La Morte Nera, l'Impero ormai saldamente al potere, la corsa per preservare i piani della stessa stazione e la battaglia per la sua distruzione sono elementi centrali della trama di Guerre stellari. Su ordine del Grand Moff Tarkin viene per la prima volta impiegato tutto il suo potenziale bellico per distruggere, a titolo dimostrativo, il pacifico mondo di Alderaan, pianeta dove crebbe Leila Organa capo dei ribelli e principessa del pianeta.
L'Alleanza, venuta in possesso degli schemi tecnici identificherà la debolezza, un condotto di scarico connesso direttamente al reattore centrale, e organizzerà un piano d'attacco che porterà alla distruzione della stazione spaziale da parte di Luke Skywalker a bordo del proprio X-wing e alla conseguente morte del Grand Moff Tarkin.

### Morte Nera II
La Morte Nera II è stata concepita come parte del piano dell'Imperatore Palpatine, che prevede la distruzione dell'Alleanza Ribelle e la conversione di Luke Skywalker al Lato Oscuro della Forza.
A differenza della Morte Nera I, che viene ultimata in 20 anni e 2 mesi a causa di diversi problemi relativi al design e alle costose risorse, la Morte Nera II è in fase di ultimazione dopo circa 4 anni di lavoro. Apparentemente, le procedure di costruzione sono state perfezionate.
L'Impero scopre la regione in cui sarebbe stata costruita la stazione durante la ricerca della Pietra d'Ombra. L'Imperatore si interessa alla regione in quanto è piuttosto sconosciuta e difficile da rilevare.
La Morte Nera II viene costruita nel Sistema di Endor nel Settore Moddell, dove la costruzione è controllata dal governatore regionale, il Moff Jerjerrod.
Durante la Battaglia di Endor, la Morte Nera II non è ancora completa strutturalmente, ma il super-laser è operativo, contrariamente a quel che i Ribelli pensano. La stazione viene distrutta durante la battaglia quando Lando Calrissian, pilotando il Millennium Falcon, e Wedge Antilles, pilotando uno X-wing, riescono ad introdursi nella struttura incompleta e a sparare al nucleo reattore ad antimateria. IG-88, un droide cacciatore di taglie, ha caricato la sua identità dentro a un nucleo di computer che è stato poi installato nella stazione. Quando questo accade IG-88 diventa letteralmente la Morte Nera. Lando Calrissian ha quindi salvato la Galassia non solo dall'Impero ma anche dal pericoloso droide.
Palpatine è l'unico ad accorgersi della presenza di IG-88. Prima della distruzione della stazione, ha visto una serie di porte che si aprivano e chiudevano a caso nella sua stanza del trono.
La differenza maggiore rispetto alla prima Morte Nera, a parte l'aspetto, è il superlaser: quello della prima si formava solo dalla convergenza di otto laser minori, mentre in quello della seconda il superlaser centrale viene generato da sette laser minori e da un ultimo laser maggiore generato dal centro del disco; inoltre mentre il superlaser della prima Morte Nera richiedeva circa dodici ore per ricaricarsi, quello della seconda invece richiede pochi minuti.

### Base Starkiller
La Base Starkiller è l'evoluzione finale delle due "Morte Nera", ma 5 volte più grande e potente. Si tratta di un pianeta ghiacciato, situato nelle regioni ignote, convertito in super arma, tramite l'incorporazione di un titanico cannone, radicalmente diverso da qualunque altra arma, capace di diramarsi e distruggere più pianeti contemporaneamente. È stata fatta costruire dal Leader Supremo Snoke come base primaria per il sinistro Primo Ordine, che la utilizza per distruggere il pianeta-capitale della Nuova Repubblica, provocandone la caduta. Viene distrutta alla fine di Star Wars - Il risveglio della Forza.

## Apparizioni

### Morte Nera II
- Shadows of the Empire
- Il ritorno dello Jedi (prima apparizione)
- Star Wars: Rogue Squadron
- Return of the Ewok (non-canone)
- Rogue One: A Star Wars Story